# الروضة (السنبلاوين)
قرية الروضة هي إحدى القرى التابعة لمركز السنبلاوين في محافظة الدقهلية في جمهورية مصر العربية. حسب إحصاءات سنة 2006، بلغ إجمالي السكان في الروضة 4,695 نسمة، منهم 2,438 رجل و2,257 امرأة.